# Baicalasellus baicalensis
Baicalasellus baicalensis là một loài chân đều trong họ Asellidae. Loài này được Grube miêu tả khoa học năm 1872.